# DelaDap
DelaDap (früher auch !DelaDap und !deladap) ist ein österreichisches Musikprojekt mit der personellen und kreativen Konstante Stani Vana. Anfänglich arbeitete Vana mit internationalen Musikern aus Tschechien, Serbien, Bosnien und Herzegowina und Russland; der kreative Ansatz war Romamusik mit Jazz, Elektronischer Musik und Popmusik zu verbinden. Mit dem Album I Know What You Want (2012) vollzog DelaDap die Hinwendung zu tanzbarer, urbaner Popmusik mit Elementen von Clubkultur und globaler Folklore.

## Bandgeschichte
Der Name DelaDap ist Romani und bedeutet „Gib mir den Beat“. Der in Prag geborene Produzent Stani Vana entwickelte vor 2002 die Idee für das Musikprojekt und tourte von 2003 bis 2005 mit dem ungarischen Drummer Endre Hoffmann, dem slowakischen Violinisten Stefan „Pizzur“ Banyak und dem serbischen Gitarristen Aleksander Stoijc durch Europa.
Diese beiden Jahre intensiver Tourneen vor dem 2006 erschienenen zweiten Album Dela Paji haben bedeutenden Einfluss auf die Musik genommen, denn diverse Gastmusiker aus Mittel- und Osteuropa bringen auf dem Album ihren individuellen Stil in das Projekt ein. So haben die Sängerin Leonsia Erdenko und einige Musiker der russisch-ukrainischen Gypsyformation Loyko in Moskau Stücke mit DelaDap eingespielt. Auch der bulgarische Akkordeonist Martin Lubenov lieferte Beiträge, und der tschechischstämmige Saxophonist und Produzent Philip Noha (Frank Popp Ensemble) aus Köln bearbeitete gemeinsam mit Stani Vana das slawische Traditional „Goldregen“.
Das Liveensemble wurde 2006 um die zwei Roma-Sängerinnen Eva Banyakova aus Bratislava und Simona Senkiova aus Prag sowie den slowakischen Kontrabassist Dezider „Dezo“ Rigo erweitert. Im Januar 2007 brachte Sängerin Eva Banyakova ihr erstes Kind zur Welt. Auf Tour mit DelaDap war an ihrer Stelle seit Herbst 2006 die aus Prag stammende Romni Kristina Gunarova. Neu zur Liveformation kamen auch der bosnische Akkordeonist Alen „Djamba“ Dzambic sowie der aus Montenegro stammende Kontrabassist Jovan Torbica, der Dezider Rigo ersetzt. Anfang 2008 wurde der Violinist Pavel Shalman, der zuvor bei Russkaja gespielt hatte, Teil der Band. 2012 nahm DelaDap, inzwischen mit Sängerin Melinda Stoika, an Österreich rockt den Song Contest, der nationalen Vorausscheidung für den Eurovision Song Contest in Baku teil. Da auf YouTube ein Handyvideo eines DJ-Sets von Vana und Stoika auftauchte, auf dem eine frühe Version des Songs Crazy Swing von einem Clubauftritt in Odessa vor dem vorgeschriebenen frühesten Veröffentlichungstermin zu sehen war, wurde der Titel disqualifiziert. Die Band ging daraufhin mit dem Ersatz-Titel Don’t Turn Around in die Ausscheidung. Im selben Jahr erschien mit I Know What You Want das vierte Album von DelaDap und es folgte eine erneute Nominierung für die Amadeus Awards (2013). Von 2013 bis 2014 war in der Nachfolge Stoikas die Wiener Sängerin Tania Saedi zur Band hinzugekommen. Yola B, zuvor bereits als Gast zu hören, ist seit 2014 Sängerin der Band und seit 2015 auch Noma D.
Am 11. Juli 2014 feierte das Musikvideo zum Song Listen Up in Erla/Österreich Weltpremiere. Gemeinsam mit dem Musikverein Erla ist dieses One-Shot-Video entstanden. Die Band DelaDap fährt mit einem Excalibur Series II Roadster, einem Luxusauto gebaut nach Plänen aus den 1970ern, durch die Donauau von Erla. Am Ende des Videos trifft die Band auf den Musikverein Erla, der die Botschaft des Songs, im Refrain heißt es schließlich nicht umsonst: „This is DelaDap!“, in die weite, ganze Welt hinausträgt.
Listen Up ist nach Crazy Swing das erfolgreichste Video der Band DelaDap auf YouTube.
DelaDap veröffentlichte zuerst beim Wiener Label von Daniel Hantigk ecco chamber, dann bei dessen Nachfolger Chat Chapeau im Vertrieb von Soulseduction, das 2008 Konkurs ging. Der Vertrieb erfolgt seitdem durch Hoanzl und PopDisl. Im Jänner 2008 beendete Herr Hantigk seine Tätigkeit als Labelchef, seitdem wird das Label Chat Chapeau durch Stani Vana geführt.

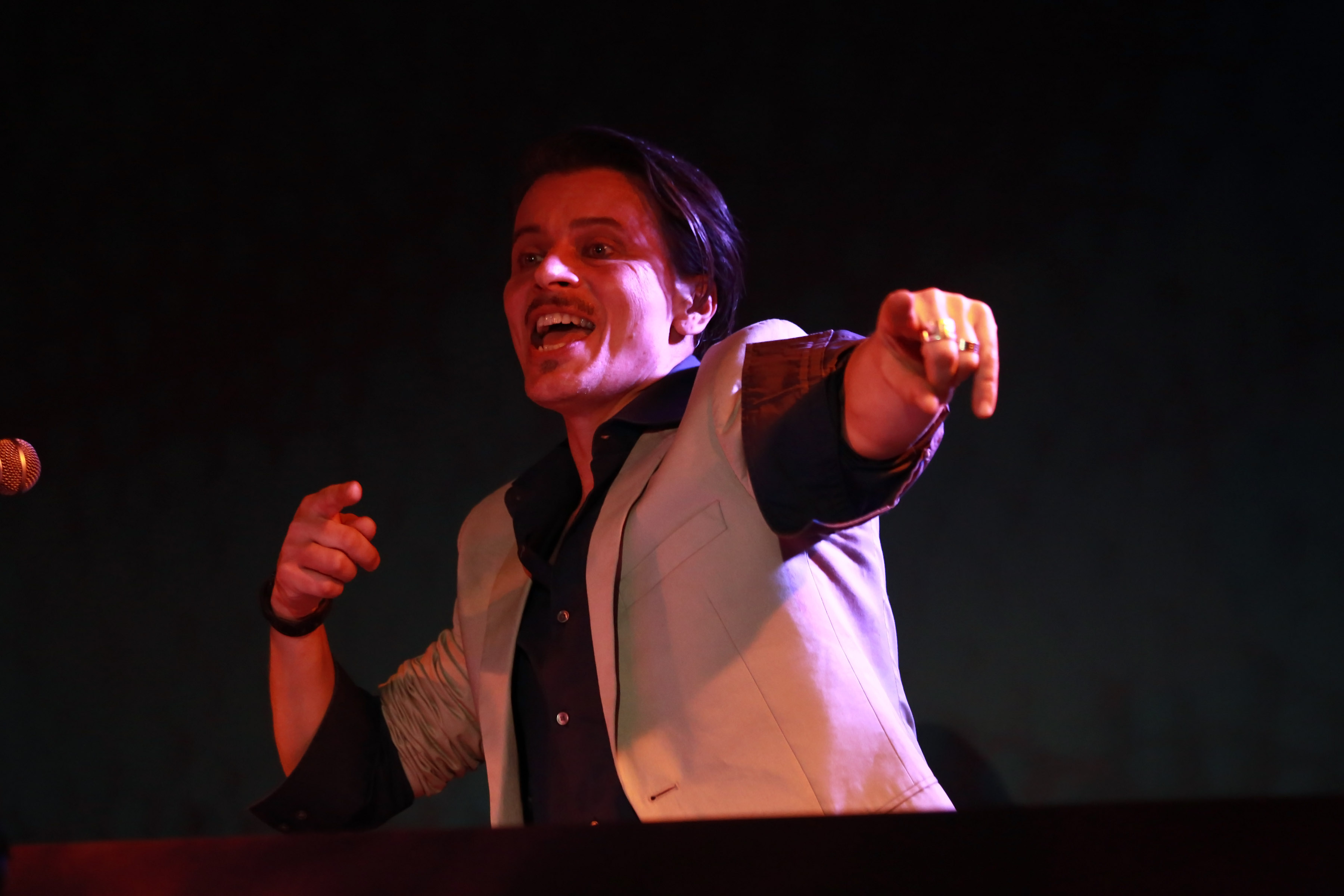
Stani Vana
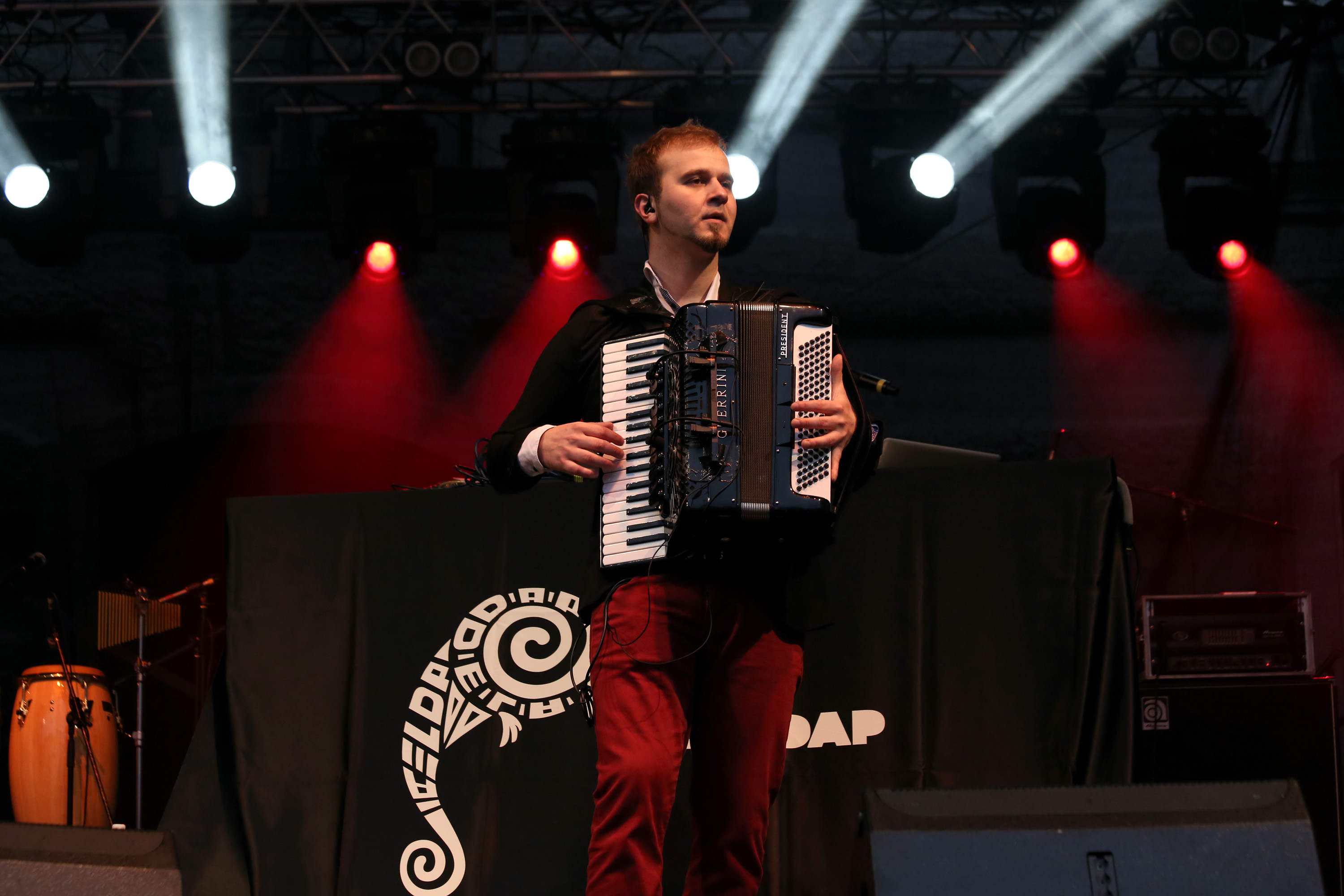
Alen Dzambic (acc)
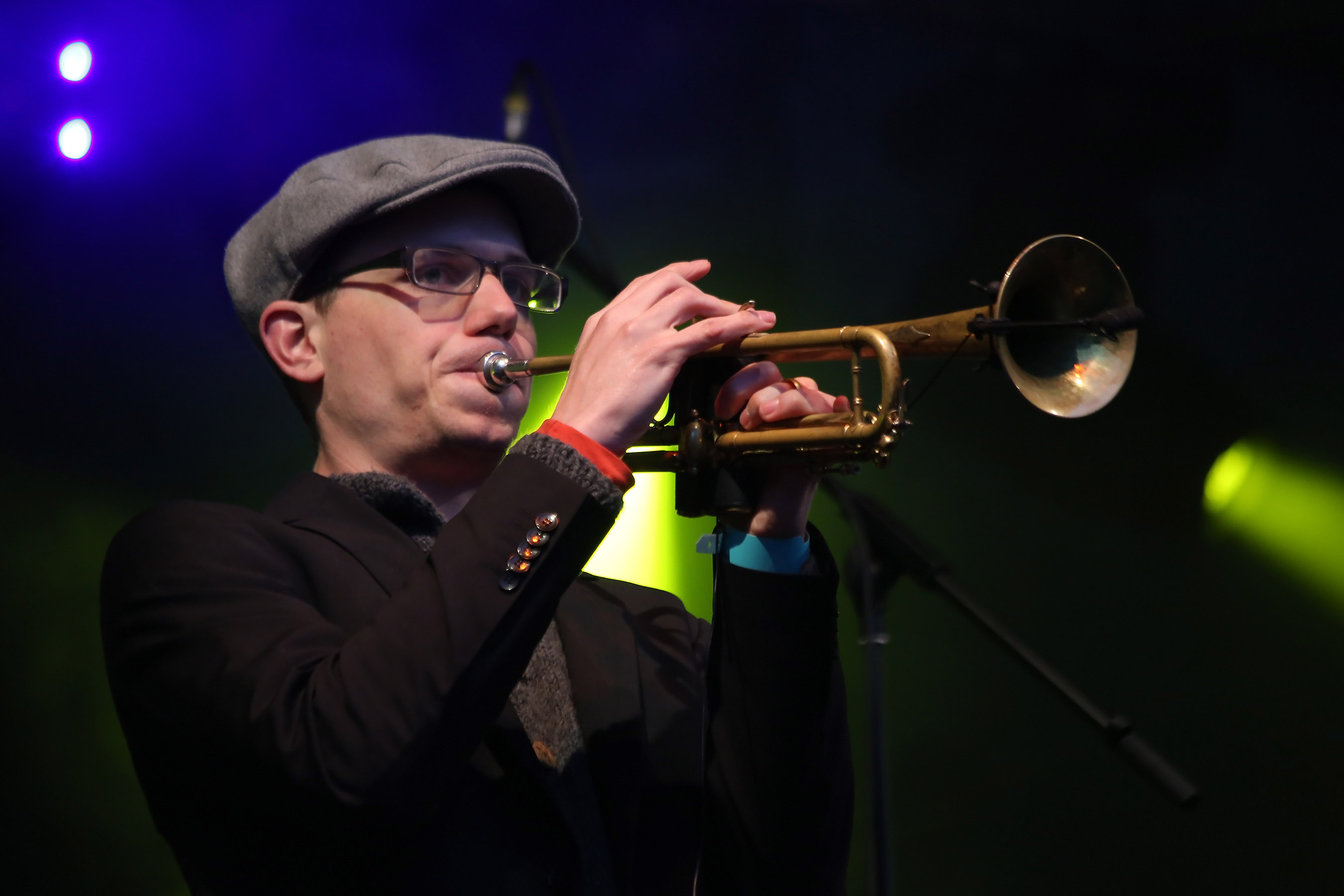
Christof Zellhofer (tp)
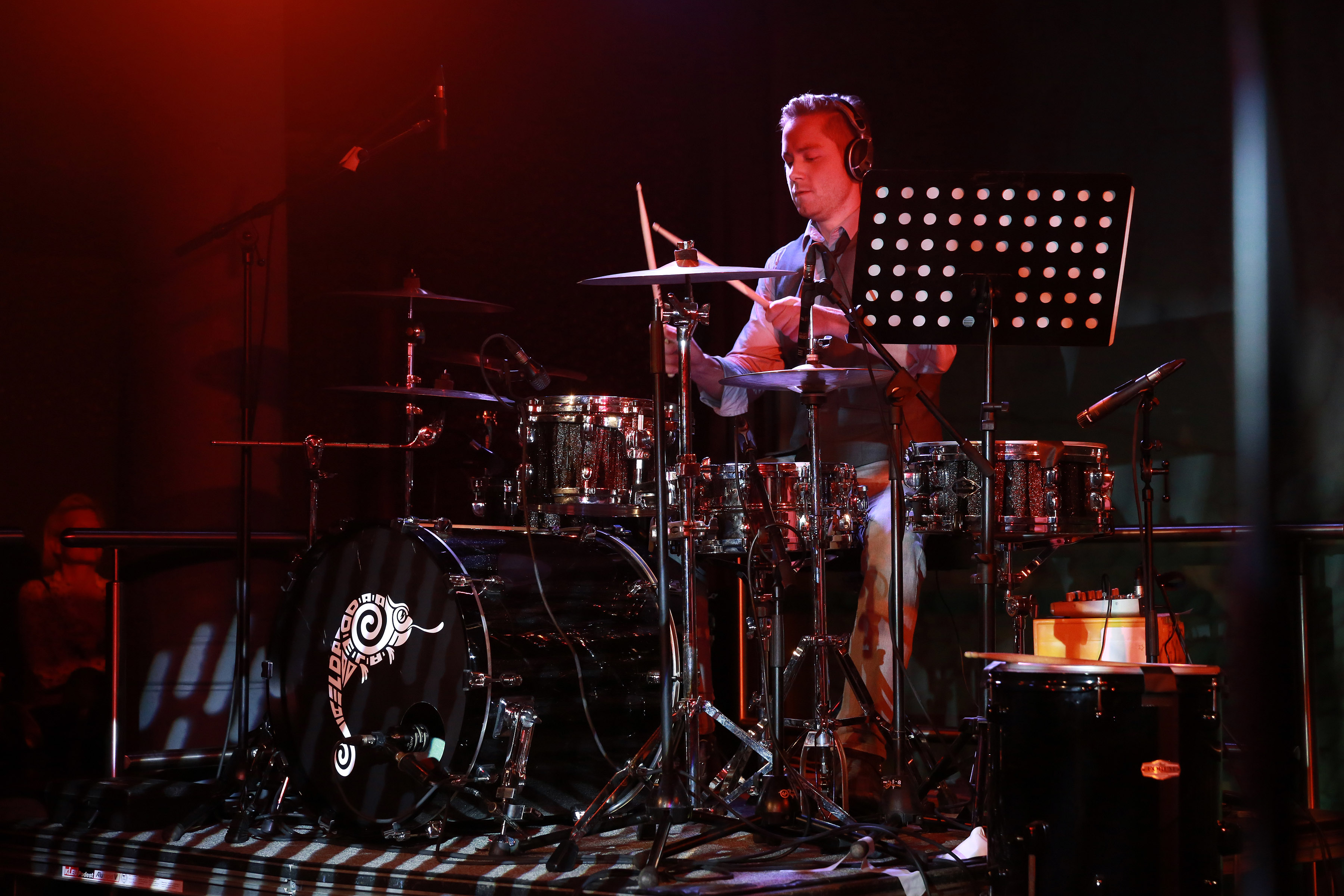
Mathias Auinger (dr)
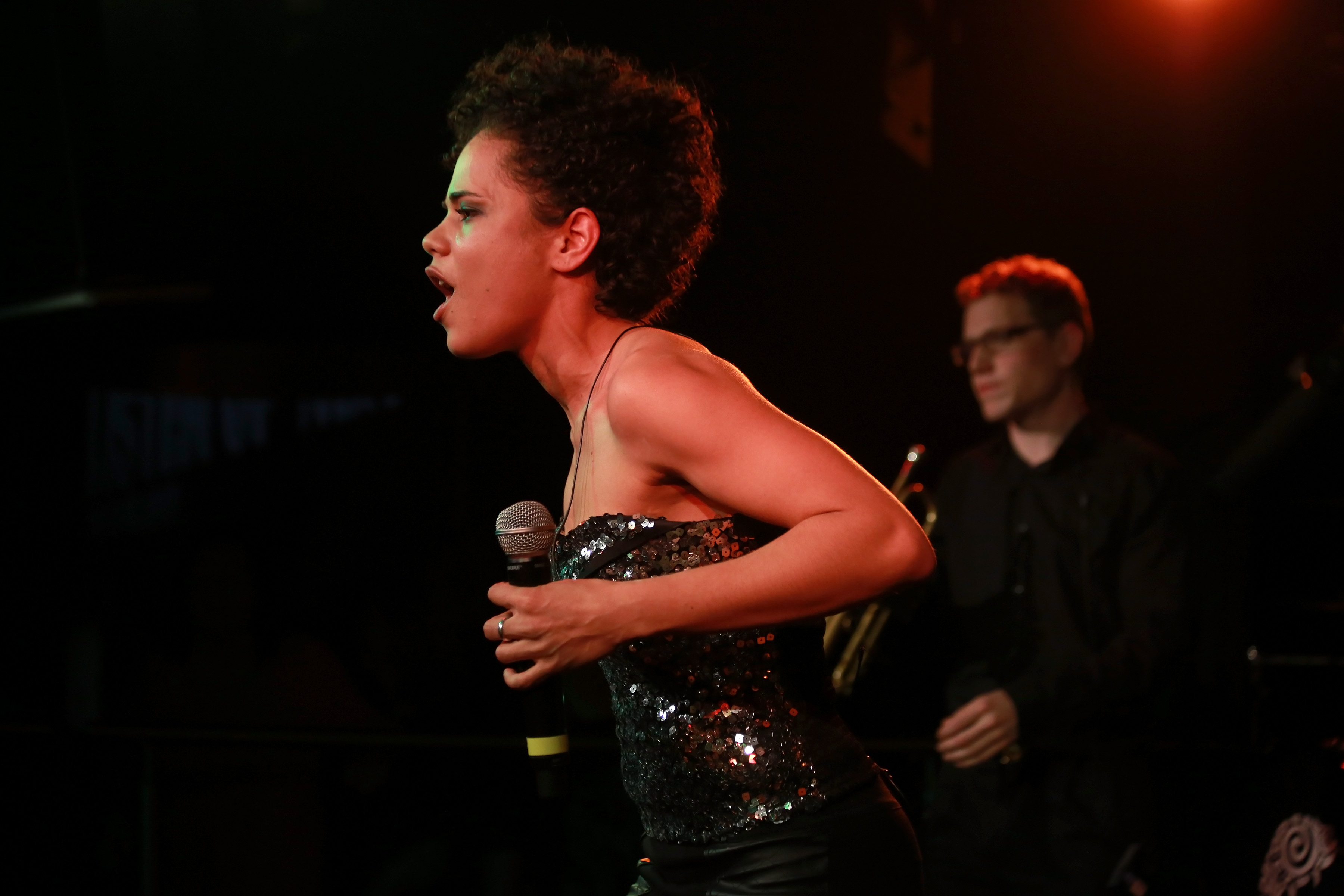
Yola B (voc)

## Diskografie

### Alben
- 2004: Cigani Ruzsa + Angelo (CD, LP, ecco.chamber / chat chapeau)
- 2006: Dela Paji (CD, CD+DVD-limited edition, chat chapeau)
- 2008: Sara La Kali (CD, chat chapeau)
- 2012: I Know What You Want (CD, chat chapeau nouveau)
- 2013: Made in Mexico (CD, chat chapeau nouveau)
- 2014: This Is !Deladap (CD, chat chapeau nouveau)
- 2016: Bring It On (CD, chat chapeau nouveau)
- 2017: Rejazzed – Bring It On (CD, chat chapeau nouveau)

### Maxi-Singles
- 2003: Amaro Shavo (Maxi-CD, 12-Vinyl, ecco.chamber)
- 2003: Amaro Shavo Remixed (12-Vinyl, ecco.chamber)
- 2004: Angelo (Maxi-CD, 12-Vinyl, ecco.chamber)
- 2005: Jeg Tan + Zsa Manca (Maxi-CD, 12-Vinyl, chat chapeau)
- 2006: Dela Paji (Maxi-CD, 12-Vinyl, chat chapeau)
- 2006: Lautlos feat. voice & musicians of the 17 Hippies (Maxi-CD, 12-Vinyl, chat chaepau)
- 2008: Lisa Lisa (Maxi-CD, chat chapeau)
- 2008: Kaj tu Salas (Maxi-CD, chat chapeau)
- 2014: Cash and Chaos (DL-CD, chat chapeau)
- 2014: Listen Up featuring Yola B. (DL-CD, chat chapeau)
- 2015: Skyrocket (DL-CD, chat chapeau)